# نیرو (فیلم ۲۰۱۴)
نیرو (انگلیسی: Force (2014 film)) یک فیلم است که در سال ۲۰۱۴ منتشر شد.